# 情迷彼得堡
《情迷彼得堡》（羅馬化：Bednaya Nastya）是一部2003年在俄罗斯首播的古装爱情剧，被称为“俄罗斯版的《飘》”。本剧因曲折动人的剧情，并集合了俄罗斯众多明星，在东欧国家引起收视热潮。2005年3月2日，本剧的中文配音引进版首次在中国中央电视台第8频道晚间10点的“海外剧场”节目中播出，亦颇受欢迎。

## 演员与角色

### 主要角色
- 叶莲娜·科里科娃 饰演 安娜(俄語：Анна Петровна Платонова)，女一号，受老柯尔夫公爵关照长大的女仆。
- 丹尼尔·斯特拉霍夫 饰演 弗拉基米尔(俄語：Владимир Иванович Корф)，男一号，玩世不恭的贵族青年，柯尔夫家族继承人。
- 彼得·克拉西洛夫（英语：Pyotr Krasilov） 饰演 米哈伊尔(俄語：Михаил Александрович Репнин)，男二号，正直的贵族青年，弗拉基米尔的好友。
- 叶卡捷琳娜·克里莫娃（英语：Ekaterina Klimova） 饰演 娜塔莉娅(俄語：Наталья Александровна Репнина)，米哈伊尔的姐姐。
- 德米特里·伊萨耶夫（英语：Dimitri Isayev (actor)） 饰演 亚历山大·尼古拉耶维奇，俄国皇太子，年轻气盛，向往自由，与其父时有摩擦。
- 安娜·塔巴宁娜（俄语：Табанина, Анна Владимировна） 饰演 丽萨(俄語：Елизавета Петровна Долгорукая (Лиза))，喜欢儿时情人米哈伊尔，但是被家人强迫许配给老财主扎巴鲁耶夫。
- 德米特里·舍甫琴科（俄语：Дмитрий Шевченко） 饰演 卡尔·舒尔烈普(俄語：Карл Модестович Шуллер)，品行卑鄙的管家。
- 奥尔佳·奥斯特洛乌莫娃（英语：Olga Ostroumova） 饰演 玛利亚(俄語：Мария Алексеевна Долгорукая)，贪婪自私的女地主。
- 亚历山大·菲利平科（英语：Aleksandr Filippenko） 饰演 扎巴鲁耶夫(俄語：Забалуев Андрей Платонович，英語：，贪婪自私的老财主。
- 阿尔伯特·菲洛佐夫（英语：Albert Filozov） 饰演 伊万(俄語：Иван Иванович Корф)，弗拉基米尔之父，安娜的主人和养父，被家仆毒害致死。
- 安东·马卡尔斯基（俄语：Макарский, Антон Александрович） 饰演 安德烈·多尔格鲁基(俄語：Андрей Петрович Долгорукий)，正直的青年贵族，弗拉基米尔的好友，地主婆玛利亚的儿子。
- 玛丽娜·亚历山大洛娃（英语：Marina Aleksandrova） 饰演 玛丽亚·亚历山德罗芙娜，来自小国黑森的乖乖女公主，被许配给俄国皇太子亚历山大，但被俄国贵族排斥，渴望得到亚历山大的宠爱。
- 安娜·戈尔什科娃（英语：Anna Gorshkova） 饰演 柏琳娜(俄語：Полина Пенькова)，年轻的女仆，妒忌很嫉妒安娜。
- 玛丽娜·卡赞科娃（英语：Marina Kazankova） 饰演 奥尔佳(俄語：Ольга Калиновская)，亚历山大王子的旧爱。
- 捷昂娜·多利尼科娃（俄语：Дольникова, Теона Валентиновна） 饰演 拉达(俄語：Рада)，吉普赛女子。

### 次要角色
- 维克托·维日彼茨基（英语：Viktor Verzhbitsky） 饰演 尼古拉一世，皇帝。
- 阿廖娜·邦达尔丘克（英语：Alyona Bondarchuk） 饰演 亚历山德拉皇后。
- 亚历山大·卡里亚金（英语：Alexander Kalyagin） 饰演 瓦西利·茹科夫斯基，正直的诗人，政府幕僚，帝师。
- 阿利克赛·奥西波夫（俄语：Осипов, Алексей Александрович (актёр)） 饰演 尼基塔(俄語：Никита Хворостов)，曾爱过并帮助过安娜的男仆。
- 柳德米拉·库列波娃(Lyudmila Kurepova) 饰演 索尼娅(英語：Sonya Petrovna Dolgorukaya)，地主婆玛利亚的小女儿，与尼基塔有过短暂恋情。
- 奥尔佳·薛明娜(Olga Syomina) 饰演 塔基亚娜(俄語：Татьяна Верёвкина)，安德烈喜欢的女仆。
- 尼娜·乌萨托娃（英语：Nina Usatova） 饰演 瓦尔瓦啦(俄語：Варвара)，柯尔夫家中忠实正直的胖女仆。
- 斯维特兰娜·托玛（英语：Svetlana Toma） 饰演 西奇卡(俄語：Сычиха)，弗拉基米尔的阿姨，被大家认为是女巫而受到邻里疏远。
- 埃马努伊尔·维托尔干（英语：Emmanuil Vitorgan） 饰演 彼得(俄語：Пётр Михайлович Долгорукий)，玛利亚之夫，与柯尔夫公爵有旧交情，据称已死。
- 伊戈尔·德米特里耶夫（英语：Igor Dmitriev） 饰演 谢尔盖(俄語：Сергей Степанович Оболенский)，圣彼得堡皇家剧场经理，与柯尔夫公爵有交情。
- 弗拉基米尔·卡昌（俄语：Владимир Качан） 饰演 冯本肯多夫（英语：Alexander von Benckendorff），将军。
- 拉莉莎·沙赫活罗斯托娃(Larisa Shakhvorostova) 饰演 玛法(俄語：Марфа)，彼得的情人，安娜的亲生母亲。

## 片中歌曲
- 主题曲：《我不遗憾》(Мне не жаль)
- 插曲：《太阳》
- 插曲：《悲伤》